# Mimasyngenes murutinga
Mimasyngenes murutinga är en skalbaggsart som beskrevs av Martins och Maria Helena M. Galileo 2007. Mimasyngenes murutinga ingår i släktet Mimasyngenes och familjen långhorningar. Inga underarter finns listade i Catalogue of Life.